# ワールド・イン・ユニオン
「ワールド・イン・ユニオン」 (World In Union) は、ワールドラグビーが主催するラグビーワールドカップのテーマ曲である。第2回大会ワールドカップ1991から公式に開会式でも使われている。第10回2023年フランス大会では公式発表が無く、開会式では使用されず、閉会式の前などに会場でBGMが流れた。

## 概要
原曲はグスターヴ・ホルストの組曲『惑星』第4曲「木星－快楽をもたらすもの」の中間部、 [Andante Maestoso] をもとにした賛歌「サクステッド」で、チャーリー・スカーベック（Charlie Skarbek）が新たに独自の歌詞をつけている。
「サクステッド」が4分の3拍子に対して、「ワールド・イン・ユニオン」は4分の4拍子に改められている。
「ワールド・イン・ユニオン」とは、「団結する世界」を意味する。また、ラグビーユニオンを象徴する題名となっないる。
歌詞は、「すべて国々が結びついて、ひとつの世界になるという、大きな夢が私にはある。人々が、信条や肌の色など垣根を越えて、ひとつに集まる。勝っても負けても引き分けても、みんなの心に勝者が宿る。運命をつかもうと努力するなら、新しい時代がひらけ、世界の国々が互いに結びついて、ひとつのゆるぎない世界になる」などという内容になっている。
第2回大会となるワールドカップ1991から、テーマソングとして使われたのが最初である。このときはニュージーランドのソプラノ歌手キリ・テ・カナワによって歌われている。同年にワールドラグビーによって本作は公認され、ラグビーワールドカップのテーマ曲の扱いを受けるようになった。曲調は、大会ごとにアレンジされている。

## 歴代歌唱者
本作は、第2回大会にあたるワールドカップ1991イングランド大会から使用されている。それぞれの大会ごとにアレンジや歌手が異なる公式曲が作られる。2015年大会のように開会式でもその歌手が歌唱するが、開会式の演出によっては後述のように別の歌手になることがある。
本来の歌詞は英語であるが、ワールドカップ2011（ニュージーランド大会）でのマオリ語バージョンなど、他の言語によるものもあわせて制作されることがある。この大会の歌唱者はヘイリー・ウィステンラだが、開会式での歌唱パフォーマンスはマオリ族の血をひくアーティスト、リア・ホール（Ria Hall）が英語で行った。
ワールドカップ2019（日本大会）の公式歌唱は、いきものがかりのメインボーカル吉岡聖恵が担当したが、開会式での歌唱はNHK東京児童合唱団が行った。J SPORTSでのワールドカップ2019年大会および2023年大会の中継番組では、吉岡聖恵バージョンのインストゥルメンタルが使われている。吉岡聖恵バージョンは、彼女のファーストソロカバーアルバム『うたいろ』（2018年10月24日発売）に収録されている。
また、ワールドカップ2019のイギリス国内向けテレビ中継放送を行ったITVは、オーソドックスな編曲による公式の吉岡聖恵バージョンを使わず、和楽器を多用し日本情緒を凝らした編曲でエミリ・サンデー（Emeli Sandé）が歌ったものを独自に制作し、番組で使用した。
ワールドカップ2023（フランス大会）においては、公式には発表が無く、2023年9月8日の開会式でも「ワールド・イン・ユニオン」の歌唱パフォーマンスや曲使用が無かった。3位決定戦の表彰式ではBGMとして使用。閉会式でもパフォーマンスが無く、決勝戦の終了後から閉会式の開始までの間に、会場BGMとして何度かリピート再生された（歌唱者不明）。
南アフリカでは、PJパワーズ（PJ Powers）とDJコーシャー（DJ Cosher）がワールドカップ2023開幕1週間前の2023年9月1日にアフリカ情緒のあるリミックス曲をリリースし、さらにンドロヴ青年合唱団（Ndlovu Youth Choir）も9月7日にリリースした。

### ラグビーワールドカップ 公式歌唱者
| 回     | 大会                       | 歌唱者                                                                        | 備考                |
| ------ | -------------------------- | ----------------------------------------------------------------------------- | ------------------- |
| 第2回  | 1991年イングランド大会     | キリ・テ・カナワ                                                              | [ 2 ]               |
| 第3回  | 1995年南アフリカ大会       | レディスミス・ブラック・マンバーゾとPJパワーズ                                | [ 17 ] [ 18 ]       |
| 第4回  | 1999年ウェールズ大会       | シャーリー・バッシー とブリン・ターフェル                                     | [ 20 ]              |
| 第5回  | 2003年オーストラリア大会   | ユナイテッド・カラーズ・オブ・サウンド（United Colours Of Sound）             | [ 23 ] [ 24 ]       |
| 第6回  | 2007年フランス大会         | オール・スターズ（※）                                                         | [ 25 ]              |
| 第7回  | 2011年ニュージーランド大会 | ヘイリー・ウェステンラ                                                        | [ 26 ] [ 27 ]       |
| 第8回  | 2015年イングランド大会     | 開会式: ローラ・ライト、 英国内での放送番組: パロマ・フェイス（Paloma Faith） |                     |
| 第9回  | 2019年日本大会             | 吉岡聖恵                                                                      | [ 10 ] [ 6 ] [ 31 ] |
| 第10回 | 2023年フランス大会         | 公式発表無し                                                                  |                     |

（※）2007年フランス大会「オール・スターズ」参加アーティストは、以下の19組
- ロベルト・アラーニャ - フランス
- ブリン・ターフェル - ウェールズ
- キャサリン・ジェンキンス - ウェールズ
- アレッド・ジョーンズ - ウェールズ
- エリン・マナハン・トーマス（Elin Manahan Thomas） - ウェールズ
- レスリー・ギャレット（Lesley Garrett） - イングランド
- オール・エンジェルス（All Angels） - イングランド
- ラッセル・ワトソン - イングランド
- ブレイク - イングランド
- ジョナサン・アンセル（Jonathan Ansell） - イングランド
- ニッキー・スペンス（Nicky Spence） - スコットランド
- トミー・フレミング（Tommy Fleming） - アイルランド
- ヘイリー・ウェステンラ - ニュージーランド
- ウィル・マーティン（Will Martin） - ニュージーランド
- テン・テノールズ（The Ten Tenors） - オーストラリア
- ダニエレ・デ・ニエーゼ（Danielle de Niese） - オーストラリア
- デボラ・フレイザー（Deborah Fraser） - 南アフリカ共和国
- ヴィットリオ・グリゴーロ  - イタリア
- ライアンダン（RyanDan） - カナダ

### ワールドカップ開会式のみでの歌唱
- デボラ・チータム（Deborah Cheetham） - オーストラリア、2003年大会開会式で歌唱[33]
- ホセ・クーラ - アルゼンチン、2003年大会開会式で歌唱[34]
- リア・ホール（Ria Hall）[35] - ニュージーランド、2011年大会開会式で歌唱[36]
- NHK東京児童合唱団 - 2019年日本大会開会式[37][38]

### そのほかの歌唱者
- イギリスでワールドカップの地上波放送を行うITVでは、独自に別の歌手バージョンを使うことがある[11][12]。2015年イングランド大会では、ITVはパロマ・フェイス（Paloma Faith）バージョンを中継番組テーマとして使用し、イギリスでは公式曲扱いとなった[28][29][30]。
- オーバートーン（Overtone）とヨランディ・ノートジエ（Yollandi Nortjie） -  南アフリカ共和国（2009年）[39]。後述の映画『インヴィクタス/負けざる者たち』のエンディングで使用。

## ラグビー以外での使用
歌詞のテーマ性から、平和を願う意図などでラグビーと関係ない場面でも歌われる。2020年以降は、新型コロナウイルス感染症の世界的流行により、世界への応援メッセージ曲としても使われている。また、さまざまな歌手がカバー曲として歌唱している。
以下は、その一部である。
- ソウェト・ゴスペル・クワイア（Soweto Gospel Choir） - 南アフリカ共和国（2008年）[40][41]
- リディアン・ロバーツ - ウェールズ（2015年）[42]
- カマール（Kamahl） - オーストラリア（2019年）[43]
- マリーシャ・ウォーレス （Marisha Wallace） - アメリカ合衆国（2020年）[44]
- The Old Joes' Choir - （2020年）[45]
- 岡本知高 - 日本（2021年）[46][47]

## 映画『インビクタス/負けざる者たち』
ラグビーワールドカップ1995を題材にした2009年製作の映画『インビクタス/負けざる者たち』でも使用されている。
決勝戦のシーンではレディスミス・ブラック・マンバーゾとPJ Powersによる1995年大会の公式曲が流れ、エンドクレジットではOvertoneとYollandi Nortjieによる新収録バージョンが流れる。後者は映画のサウンドトラックに収録されている。